# 中ノ郷駅
中ノ郷駅（なかのごうえき）は、かつて滋賀県伊香郡余呉村（現・長浜市余呉町）中之郷に存在した、日本国有鉄道（国鉄）柳ヶ瀬線の駅（廃駅）である。

## 概要
北国街道沿いの宿場町にあり、北陸本線が長浜から金ヶ崎（後の敦賀港駅）まで延伸した時に設置された。柳ヶ瀬越えを控え、補機付け替えの駅のためすべての列車が停車する重要駅であったが、北陸本線の付け替えで柳ヶ瀬線という支線に格下げした。その後、敦賀 - 疋田間が分断され、営業係数が悪化して7年後に早くも廃線になり、国鉄バスに代替された。
この駅は補機付け替えに特化された駅で、貨物列車の編成は隣接する木ノ本駅、高月駅で行われた。本線時代には駅弁売りも出るほどの活況であった。

## 歴史
- 1882年（明治15年）3月10日：官設鉄道の駅（一般駅）として開業[1]。
- 1909年（明治42年）10月12日：線路名称制定、北陸本線所属駅となる。
- 1957年（昭和32年）10月1日：北陸本線木ノ本 - 敦賀間線路付替えにより、柳ヶ瀬線の所属となる。
- 1960年（昭和35年）8月1日：貨物の取扱を廃止、旅客駅となる[1]。荷物の取扱は継続[1]。
- 1964年（昭和39年）5月11日：柳ヶ瀬線の廃線に伴い廃止[1]。

## 駅構造
最盛期には複合式2面9線という構造だった。上下ホーム間に3線。上りホーム南側に側線3本。下りホームの西側に側線3本。
優等列車停車駅でありながら、戦後は本線時代よりホームは1面1線で、通過線が1本、そして待避線及び側線が何本も枝分かれして転車台、給水塔があった。転車台と待避線の間のホームは主に下り線用として戦前使用されていたが戦後は鉄柱も取り払われ、使われずに草むしていた。
柳ヶ瀬線時代にはそれらの設備はすべて撤去し農地に戻され、給水塔・転車台のみが離れ小島のように農地の中に取り残された。駅員は数十名から2名に減らされたが、それでも柳ヶ瀬線唯一の駅員常駐駅であった。

## 利用状況
| 年度               | 1日平均乗車人員 |
| ------------------ | --------------- |
| 1957年（昭和33年） | 607             |
| 1958年（昭和34年） | 439             |
| 1959年（昭和35年） | 506             |
| 1960年（昭和36年） | 538             |
| 1961年（昭和36年） | 511             |
| 1962年（昭和37年） | 489             |
| 1963年（昭和38年） | 508             |
| 1964年（昭和39年） | 10              |

## 隣の駅
日本国有鉄道
柳ヶ瀬線
木ノ本駅 - 中ノ郷駅 - 柳ヶ瀬駅

## 駅跡地
路盤は国道に転用。駅跡は余呉町役場（現在は長浜市役所余呉支所）になった。周囲の施設跡は一旦農地に戻された後、売却され建物が建っている。